# Monte di Procida
Monte di Procida község (comune) Olaszország Campania régiójában, Nápoly megyében. 

## Fekvése
Nápolytól 15 km-re keletre fekszik. Határai: Bacoli.

## Története
A település története szorosan kapcsolódik Cumae és Misenuméhoz, amelyeket az i. e. 9. században alapítottak görög telepesek. A Misenói-fokot uraló Monte fontos szerepet játszott a Misenumba vezető tengeri útvonalak védelmében. A Római Birodalom bukása után egy kis grófság alakult ki Misenum területén, amely a Nápolyi Hercegségnek volt alárendelve és amelyhez Procida szigete is tartozott. Misenum és Monte ekkor már egy összefüggő erődrendszerrel rendelkezett, emiatt a történészek gyakran castrum (erődített város) néven emlegetik. A sorozatos barbár és szaracén támadások miatt a város a 8. századra teljesen elnéptelenedett. Ekkor a vidék a procidai báró fennhatósága alá került. A 16. században Don Alfonso d’Avalos, pescarai márki szerezte meg, akinek családja tulajdonában maradt egészen 1734-ig, amikor a Bourbon-házból való Károly pármai herceg, a későbbi VII. Károly nápolyi király visszafoglalta, és a Nápolyi Királysághoz csatolta Montét és környékét. Monte de Procida 1970-ben vált önálló községgé.

## Népessége
A népesség számának alakulása:

## Főbb látnivalói
- Maria Santissima Assunta-templom – 1814-ben épült
- San Martino-sziget – kis sziget a Misenói-fok végében, amely egykor a város halásztelepe volt. Ma üdülőzközpont számos clubbal és étteremmel.